# Lepricornis flavifasciata
Lepricornis flavifasciata är en fjärilsart som beskrevs av Percy I. Lathy 1932. Lepricornis flavifasciata ingår i släktet Lepricornis och familjen Riodinidae. Inga underarter finns listade i Catalogue of Life.